# Биченков Георгій Сергійович
Георгій Сергійович Биченков (Биченко) (1888, село Хариново Рославського повіту Смоленської губернії, тепер Російська Федерація — 3 грудня 1941, Північсхідтаб НКВС) — радянський діяч, відповідальний секретар Роменського окружного комітету КП(б)У.

## Життєпис
Народився в селянській родині. Освіта початкова. Член РСДРП(б) з 1912 року.
У 1919—1920 роках — член правління, заступник керуючого Брянського заводу в місті Катеринославі.
У грудні 1920—1922 роках — завідувач відділу Катеринославської губернської ради народного господарства.
У 1922—1923 роках — голова районного комітету Спілки металістів в місті Катеринославі.
З червня по грудень 1923 року — відповідальний секретар Центрального районного комітету КП(б)У міста Катеринослава.
У грудні 1923 — травні 1925 року — завідувач організаційного відділу Катеринославського губернського комітету КП(б)У.
У 1925 році — відповідальний секретар Роменського окружного комітету КП(б)У.
З 1925 року — на господарській роботі в Києві, Дніпропетровську, Харкові. До січня 1937 року — управляючий Харківським відділенням тресту «Обленергобуд».
11 січня 1937 року заарештований органами НКВС. 13 червня 1937 року засуджений Особливою нарадою при НКВС СРСР до позбавлення волі у виправно-трудових таборах на 5 років. Термін покарання відбував у Північсхідтаборі НКВС, де й помер 3 грудня 1941 року. 
Посмертно реабілітований 20 липня 1956 року.